# Afrogameuses
Afrogameuses es una comunidad internacional, creada en 2020 en Francia, compuesta principalmente por mujeres gamers y streamers, tanto aficionadas como profesionales. Este colectivo lucha por la representación y visibilidad de las minorías en el mundo de los videojuegos y el streaming en Francia, centrándose en las mujeres afrodescendientes, con el fin de promover la diversidad y la inclusión en estos entornos.
El objetivo es fomentar un ecosistema del videojuego más representativo de las minorías étnicas en diferentes niveles, como personajes, plataformas de streaming, formación, mundo e-sports y mundo profesional, a través de la promoción de referentes, modelos de conducta, sensibilización, información y educación, con el fin de fomentar la igualdad de oportunidades y una mejor experiencia para las poblaciones invisibilizadas en el sector del videojuego.

## Contexto
Los videojuegos experimentan conflictos similares a los que se manifiestan en las sociedades modernas. Son habituales las denuncias de acoso, sexismo y racismo que se hacen eco de la realidad del entorno social. En 2019, la jugadora profesional china Li Xiaomeng, conocida como Liooon y campeona del mundo del juego Hearthstone, denunció los ataques sexistas que sufre habitualmente y declaró su apoyo a las jugadoras que también son víctimas de acoso.
Las cifras oficiales muestran que sólo el 14% del personal de los estudios de desarrollo en Francia son mujeres y el 2% son no binarios; el 2% de los profesionales del desarrollo de videojuegos se identifican como negros/afroamericanos/afro-caribeños; y un estudio estadounidense de 2014 destaca la ausencia de personajes racializados, en particular mujeres racializadas, en cincuenta juegos populares, con un 3% de personajes negros y un 8% de protagonistas femeninas, mientras que sólo dos de ellas son un personaje principal del juego.
La pregunta «¿Los videojuegos tienen miedo de los negros?» se planteó en 2015, en el marco de la mesa redonda organizada por el medio de comunicación Arrêt sur images.
En Francia, las estadísticas étnicas están prohibidas. No hay cifras para evaluar el lugar de las personas racializadas en los estudios, lo que, para Jennifer Lufau, es un "patrón bastante universal: globalmente, pocas minorías trabajan en tecnología", mientras que hay una "demanda real de las personas racializadas para que los estudios implementen medidas concretas para cambiar esta situación". Alrededor del 15% de los puestos de trabajo relacionados con la industria del videojuego están ocupados por mujeres. Esta falta de representación a nivel creativo da lugar a representaciones estereotipadas e hipersexualizadas de los personajes femeninos.
Además, las heroínas negras son exotizadas, en forma de objetos sexuales fetichizados, y son deshumanizadas, presentadas como agresivas y carentes de sentimientos. Su representación física sigue siendo superficial porque los estudios no se toman la molestia de crear una representación realista de la textura del pelo o el color de la piel de los afro. Rara vez se las elige para papeles protagonistas, ya que los estudios y los inversores las consideran un riesgo. La creación de personajes femeninos negros interesantes e independientes es una prioridad. Actualmente, a las jugadoras jóvenes les resulta difícil identificarse con el tipo de personajes que se les ofrece. Una de las misiones de Afrogameuses es ponerse en contacto con los estudios de desarrollo de videojuegos para explicarles que estos personajes basados en estereotipos de la mujer negra no son bienvenidos.

## Creación
Desde muy joven, la experta en marketing digital Jennifer Lufau se dio cuenta de que, como jugadora, veía pocas mujeres que se parecieran a ella y se veía a sí misma como una especie de anomalía: mujer y negra. Para ella, ser una geek negra, en el racista y sexista mundo de los videojuegos, es en sí mismo un gesto activista. A menudo es causa de acoso, expresado a través de la recepción regular de comentarios odiosos. Para evitar esta situación, muchas mujeres racializadas del mundo de los videojuegos utilizan seudónimos que suenan masculinos.
En 2020, Jennifer Lufau se puso en contacto con otras mujeres interesadas a través de redes feministas, como Women in Games, y grupos antirracistas, como Black Geeks, con el fin de compartir sus respectivas experiencias. Juntas crearon el colectivo Afrogameuses, que nació en Instagram el 14 de julio de 2020, antes de convertirse oficialmente en una asociación sin ánimo de lucro unos meses más tarde, gracias a una campaña de financiación participativa, que finalizó el 25 de septiembre de 2020. En ese momento, se estaban proponiendo iniciativas similares en países de habla inglesa, especialmente en Estados Unidos, pero no existía ninguna estructura similar en francés.
El 24 de octubre de 2020, en la plataforma Twitch, el colectivo organizó una masterclass en colaboración con el canal MadmoiZelle y, en enero de 2021, la asociación firmó su primera colaboración con Maratus Game, un estudio belga independiente, en particular el desarrollador de Arisen, un juego de cartas narrativo sobre la esclavitud, basado en la elección de personajes femeninos, masculinos, binarios o no binarios, homosexuales, heterosexuales y bisexuales.
En marzo de 2021, nueve meses después de su creación, la comunidad Afrogameuses contaba con más de 3.000 seguidores en su cuenta de Twitter y, el 19 de junio de 2021, la asociación organizó un encuentro de videojuegos y deportes electrónicos en París, en el marco del proyecto ParisENVIES.

## Objetivos y finalidad
Afrogameuses es una asociación que trabaja por una mejor integración de las minorías en el sector de los videojuegos. A través de su apoyo, esta comunidad inclusiva anima a los gamers y streamers afrodescendientes a ocupar su lugar en la industria. Las mujeres gamers y streamers, así como las profesionales de la industria del videojuego, son valoradas e invitadas a sesiones en directo y masterclass, para intercambiar y hablar sobre su carrera, su profesión y la diversidad del sector. Se ponen en marcha diferentes acciones para apoyar a las mujeres gamers que se enfrentan a la discriminación interseccional y para crear un espacio de intercambio y educación. La asociación está comprometida con la acción afrofeminista, cuyo objetivo es defender a las personas víctimas tanto del racismo como del sexismo. Según su fundadora, Jennifer Lufau, «el feminismo no fue concebido originalmente para las personas racializadas y, por tanto, no tiene los mismos objetivos. Ser negro es un marcador social además de ser mujer, y es algo que marca la diferencia hoy en día, en todo el mundo". El objetivo principal es conocer y reunir a jugadoras afrodescendientes, con el fin de compensar su ausencia en los deportes electrónicos y el streaming, en particular en la escena francófona.
El objetivo del colectivo es hacer visibles, de forma positiva, diferentes perfiles de jugadoras afrodescendientes activas en Francia y en el extranjero, con el fin de allanar el camino a otras; proporcionar recursos contra el acoso, así como contra los comportamientos racistas y sexistas en línea; señalar y encontrar soluciones a los personajes femeninos negros, a menudo estereotipados, secundarios y no jugables en los videojuegos; demostrar que el juego es un sector viable y accesible para las jóvenes negras. Aunque se centra más en las mujeres afrodescendientes, la asociación promueve la diversidad y la inclusión de todos los géneros para influir en la industria del videojuego en estas cuestiones, tanto en términos de representación como de empleo. Dado que los personajes negros, fuertes y femeninos son escasos en el mundo de los videojuegos y de los jugadores, las acciones intentan contrarrestar esta invisibilización y animan a las mujeres a denunciar los comportamientos sexistas y racistas.
La asociación Afrogameuses articula sus intervenciones en torno a cuatro ejes. En primer lugar, apoya la mejora de la representación de las personas racializadas en el mundo de los videojuegos, a través de la promoción de modelos de conducta en las distintas plataformas de juego y redes sociales, con el objetivo de desarrollar el interés de las mujeres negras por este campo, tanto para trabajar como para hacer streaming. En segundo lugar, refuerza la red de información y apoyo de los miembros de la asociación en sus proyectos, mediante la realización de talleres de coaching, que favorecen una mejor integración profesional en el mundo de los videojuegos. Además, ofrece un espacio de apoyo contra el acoso vinculado a la interseccionalidad de las identidades y la discriminación, destinado a acoger a las personas que son objeto de comportamientos tóxicos, como comentarios racistas o ataques en línea, en un marco de escucha comprensiva. Por último, promueve la sensibilización del público en general y el apoyo a los jugadores del sector de los videojuegos, a través de diversos eventos y asociaciones, abordando cuestiones relacionadas con la diversidad y la inclusión.

## Acciones

### Información y sensibilización
Afrogameuses cuenta con una red mundial de embajadores que participan en eventos y se relacionan con los medios de comunicación en nombre de la asociación, con el fin de poner en marcha iniciativas para promover la diversidad en los videojuegos a nivel internacional.
En colaboración con La Féministerie, Afrogameuses organiza talleres centrados en los estereotipos existentes sobre las mujeres negras y su invisibilización en la industria de los videojuegos, ya sea desde el punto de vista de los jugadores o de los personajes. Darse cuenta de la realidad de la situación es un primer paso para  deconstruir los prejuicios inconscientes que influyen en el sexismo y el racismo.
El colectivo también organiza eventos que se retransmiten en directo en la plataforma de streaming Twitch.

### Formación y apoyo
La asociación ofrece un programa de tutoría entre profesionales del sector de los videojuegos y personas procedentes de minorías que deseen entrar en este campo. Desde julio de 2021, la asociación desarrolla una colaboración con Gaming Campus y ofrece un curso para descubrir la programación de videojuegos, sobre Unreal Engine 4. La asociación también ofrece un programa de colaboración, que permite a empresas, escuelas y asociaciones tomar parte en la evolución del sector participando en diversos eventos de networking y sesiones informativas. Una comunidad de probadores de juegos de poblaciones diversas y mixtas está disponible para probar nuevos juegos e intercambiar con los desarrolladores. Además, la asociación apoya a los miembros que buscan trabajo en la industria del videojuego y organiza regularmente masterclasses y talleres de coaching con profesionales.
Afrogameuses también colabora con estudios para plantear cuestiones de diversidad, tanto en el proceso de contratación como en la concienciación de los empleados, y también ofrece su experiencia para el diseño de juegos inclusivos.

### Otras acciones
Afrogameuses se basa en un sistema de modelos de conducta para celebrar a las mujeres negras - streamers, jugadoras, profesionales -, especialmente a través de las redes sociales, donde un post semanal celebra a la «Afrogameuse de la semana».
La asociación también ofrece un directorio de mujeres no binarias y personas pertenecientes a minorías étnicas del sector. Esta iniciativa, llamada #EllesFontLeGame, enumera a las streamers y profesionales de los videojuegos afiliadas, con el fin de darles más visibilidad.
El colectivo también contribuye a dar visibilidad y valor a los videojuegos africanos, por ejemplo mencionando lo que representan en términos de potencial para la industria. Sin embargo, las personas capaces de citar un videojuego africano siguen siendo demasiado escasas, aunque a menudo se trate de buenos juegos que responden a una visión local.

### Proyectos
La asociación Afrogameuses apoya estudios para medir la toxicidad que sufren las mujeres afrodescendientes o las personas susceptibles de ser discriminadas en el entorno de los videojuegos. Este proyecto, titulado Toxicity in Video Games (Toxicidad en los videojuegos), se lleva a cabo en colaboración con investigadores universitarios y permitirá cuantificar estos comportamientos y analizarlos, con el fin de determinar las acciones concretas que deben emprenderse para combatirlos.
El colectivo pretende abordar el tema del playtesting, prueba de un juego en fase de desarrollo por parte de profesionales, con vistas a su mejora, y desea publicar una guía de referencia destinada a los editores de los estudios.